# Taraxacum pectinatiforme
Taraxacum pectinatiforme — вид рослин з родини айстрових (Asteraceae), поширений у Європі від Іспанії до Уралу.

## Поширення
Поширений у Європі від Іспанії до Уралу, минаючи крайню північ, Італійський та Балканський півострови; інтродукований до Британських островів.